# The Broken Hearted Bride
The Broken Hearted Bride is een muziekalbum van de Britse band Strawbs. Strawbs moet het al enige tijd doen zonder contract bij een platenlabel; het album verschijnt dan ook via hun eigen label Witchwood Media. Om de productie te kunnen bekostigen werden fans aangeschreven, die in hun e-mailbestand opgenomen wilden worden tijdens eerdere uitgaven. Belofte was dat hun naam zou verschijnen in het boekwerkje en zij kregen een gratis versie van Duochrome, als men voor 1 juli intekende. The Broken Hearted Bride is opgenomen door de musici uit de succesperiode van de band rond de albums Hero and Heroine en Ghosts. John Hawken doet echter alleen aan de zijlijn mee, maar is in (6) nadrukkelijk aanwezig in het thema van het outro. In Christmas Cheer wordt het meest up-tempo van de gehele geschiedenis van de band op een schijfje vastgelegd. Nieuw aan de stamboom van Strawbs is violist Ian Cutler.

## Musici
- Dave Cousins – zang, gitaar, toetsen
- Dave Lambert – zang, gitaar
- Chas Cronk – zang, basgitaar, gitaar, toetsen
- Rod Coombes – slagwerk met
- John Hawken – toetsen
- Ian Cutler – fiddle
- The Big Deal Choir – gelegenheidskoor

## Composities
1. The call to action (Cousins) (7:38)
2. Christmas Cheer (Everything’s going to be alright) (Cousins)(4:39)
3. Too many angels (Cousins / Cronk)(5:55)
4. The Broken Hearted Bride (Cousins)(5:11)
5. Shadowland (Lambert)(4:48)
6. Through Aphrodite’s eyes (Cousins / Cronk)(7:26)
7. Deep in the darkest night (Cousins)(4:38)
8. You know as well as I (Lambert)(3:44)
9. Everybody knows (Cronk)(4:30)
10. Action Replay (instrumentaal)(Cousins)(4:54)
11. We’ll meet again sometimes (Cousins)(6:02)

In 2022 volgde een heruitgave in een serie van albums van Strabws op retrolabel Esoteric Recordings.